# تن‌شویان بزرگ
تن‌شویان بزرگ (به فرانسوی: Les Grandes Baigneuses) یک تابلو نقاشی رنگ روغن است که توسط هنرمند فرانسوی پل سزان کشیده شده و اولین بار در سال ۱۹۰۶ به نمایش درآمد. این کار بزرگترین نقاشی از سری «تن‌شویان» است که توسط پل سزان کشیده شده است، بقیه آنها در موزه هنر مدرن نیویورک، نگارخانه ملی لندن، بنیاد بارنز فیلادلفیا و مؤسسه هنر شیکاگو قرار دارند.
برای تشخیص این تابلو از کارهای کوچکتر با نام تن‌شویان بزرگ به آن اشاره می‌کنند. این تابلو به عنوان یکی از شاهکارهای هنر مدرن شناخته می‌شود. و اغلب به عنوان بهترین کار پل سزان در نظر گرفته می‌شود.
پل سزان هفت سال روی این نقاشی کار کرد و زمانیکه در سال ۱۹۰۶ درگذشت نقاشی ناتمام ماند. این تابلو در سال ۱۹۳۷ با بودجه صندوق موزه هنر فیلادلفیا به مبلغ ۱۱۰٬۰۰۰دلار توسط سرمایه‌گذار اصلی آنها جوزف ای. وایدنر خریداری شد.تابلو پیش از آن در مالکیت لئون اشتاین قرار داشت.

## نسخه‌های دیگر

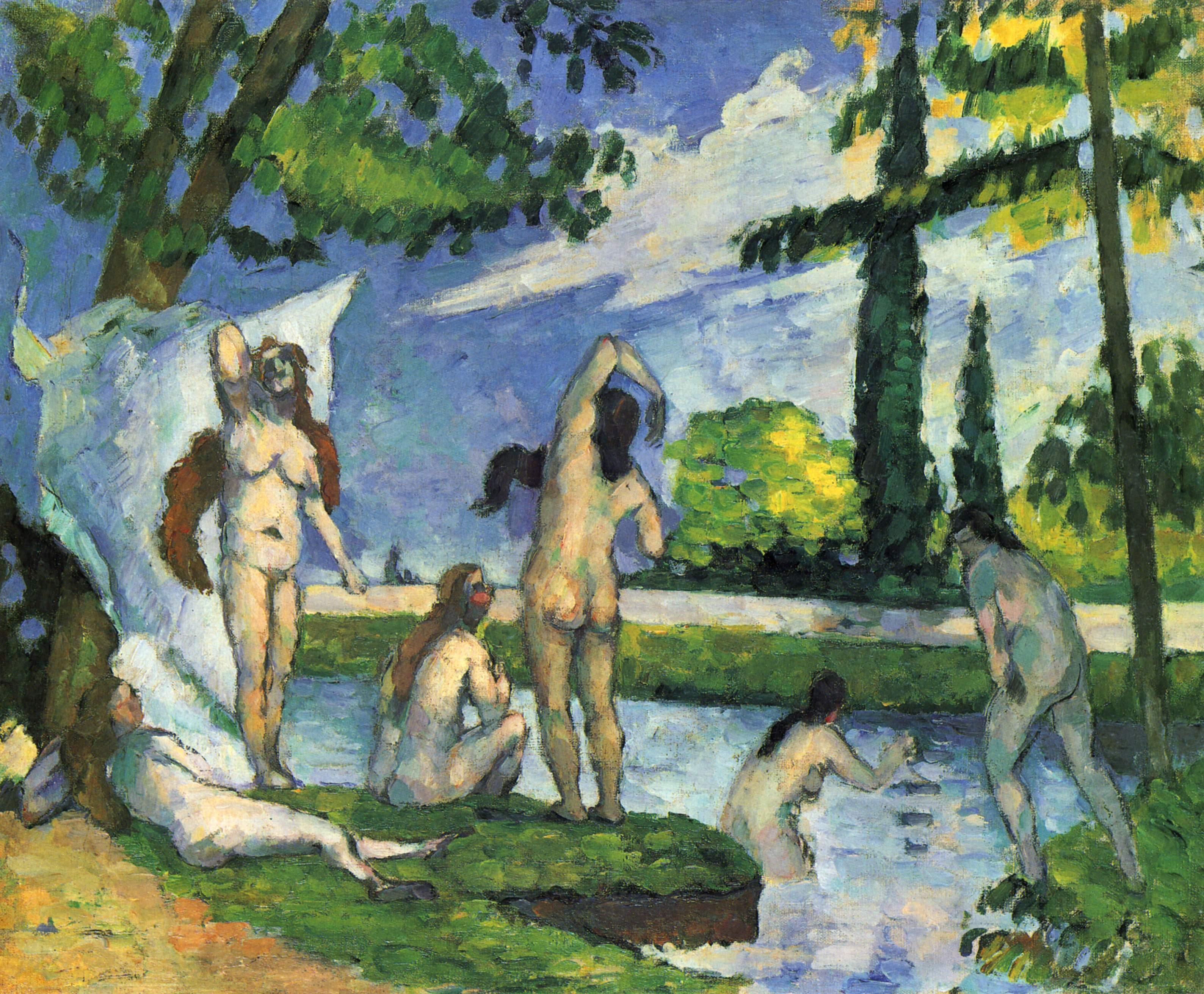
تن‌شویان، ۱۸۷۴–۱۸۷۵ موزه متروپولیتن نیویورک
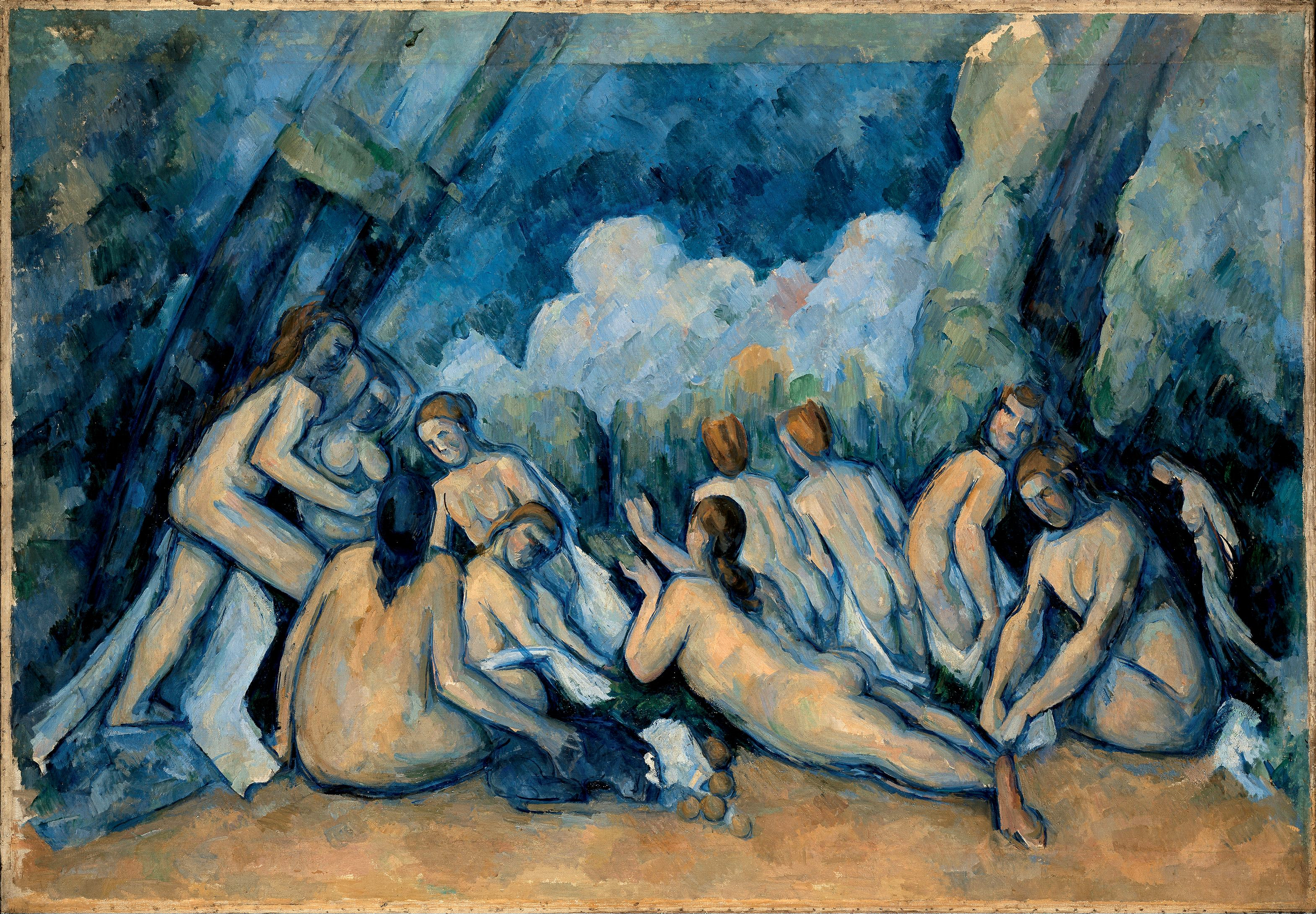
تن‌شویان، ۱۸۹۴–۱۹۰۵ نگارخانه ملی لندن
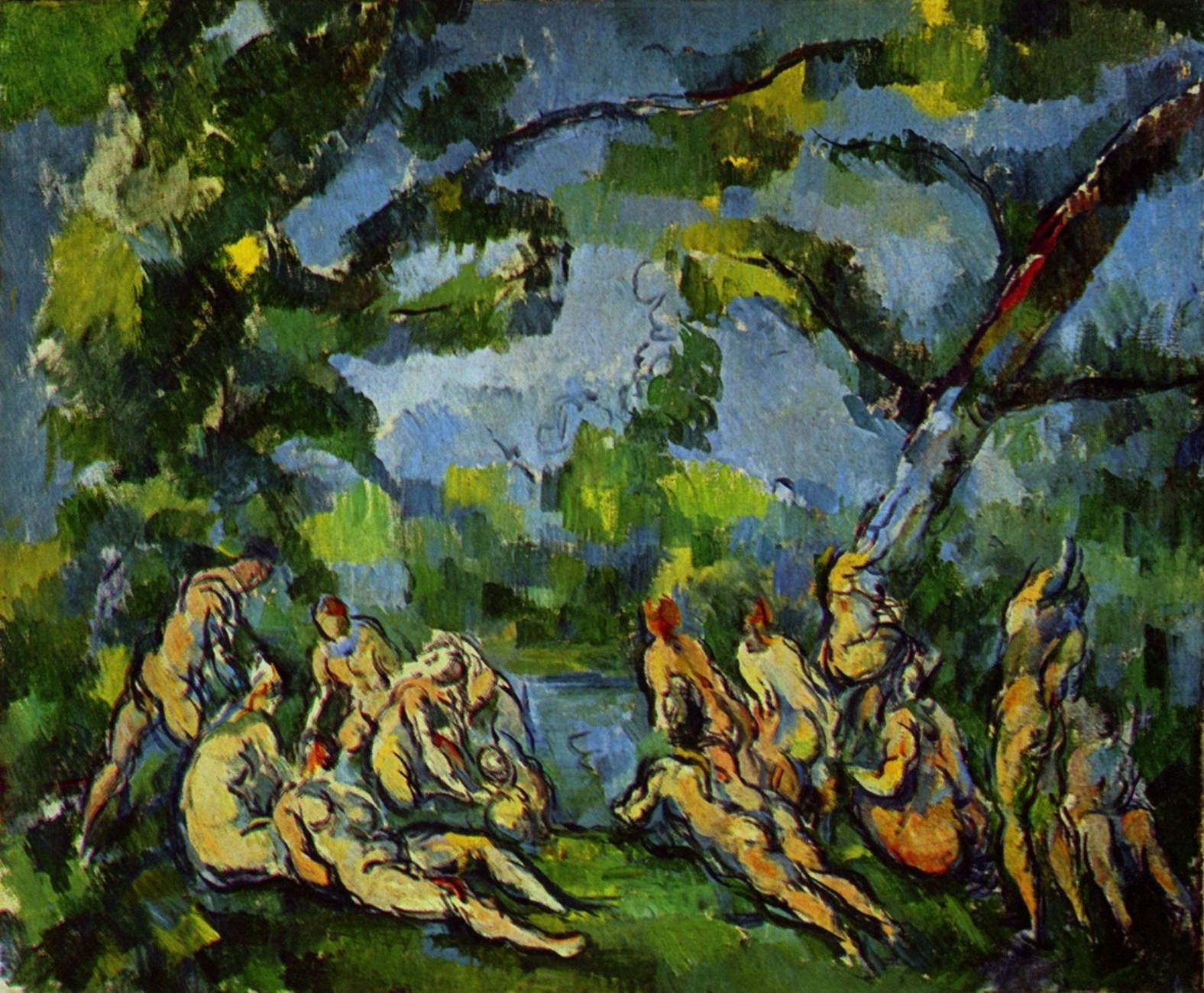
تن‌شویان، ۱۹۰۰–۱۹۰۵
مؤسسه هنر شیکاگو